# Carlos Cuartas
Carlos Enrique Cuartas Bedoya (15 août 1940 à Itagüí ; 16 juillet 2011 à Itagüí) est un maître international d'échecs colombien.
Il fut sept fois champion colombien entre 1965 et 1983. Il a joué dix fois pour la Colombie aux Olympiades d'échecs de 1964 à 1994, marquant plus de 59 % des points en 130 parties.